# Figueirense Futebol Clube
Figueirense Futebol Clube, poznat kao Figueirense, brazilski je nogometni klub iz brazilske savezne države Santa Catarina iz grada Florianópolisa. 
Godine 2015. natječu se u Série A. Domaće utakmice igraju na stadionu Orlando Scarpelli.
Osnovan je 1921. godine kao Figueirense Football Club. Nazvan je prema gradskoj četvrti u Centru gdje se nalazi. Figueirense znači "iz Figueire". Figueirense je bio jedan od osnivača danas ugašenog natjecanja Liga Catharinense de Desportos Terrestres. Pokrenuto je 12. travnja 1923. godine. Godine 1932. Figueirense osvojio je prvi državni naslov. Od 1935. do 1937. bili su triput uzastopno prvaci prvenstva savezne države Santa Catarine. Godine 1939. opet su osvojili naslov i to je bio kraj zlatnog desetljeća. Uslijedio je 30-godišnji post bez naslove. Godine 1972. to je prekinuto. 1973. bili su prvi klub iz države Santa Catarine koji su ušli u prvu ligu. 1974. godine opet su osvojili prvenstvo Santa Catarine. Uslijedilo je novih 17 godina bez naslova, koji su opet osvojili 1994. godine. Prvi međunarodni naslov osvojili su sljedeće 1995., Torneio Mercosul. 1999. godine osvojen je novi naslov prvaka Santa Catarine, a zlatni niz nastavljen je 2002., od koje su osvojili tri uzastopna naslova. I sljedeće razdoblje bilo je uspješno, kad su osvojili naslove prvaka 2006.  i 2008. godine, te u godini između dvaju naslova igrali jedno finale brazilskog kupa. Šest godina čekali su na povratak naslova prvaka Santa Catarine koji je došao 2014. godine.

## Titule
- Copa do Brasil: 0

finalisti (1): 2007.
- Campeonato Brasileiro Série B: 0

doprvaci (2): 2001., 2010.
- Campeonato Catarinense: 18

1932., 1935., 1936., 1937., 1939., 1941., 1972., 1974., 1994., 1999., 2002., 2003., 2004., 2006., 2008., 2014, 2015, 2018.
doprvaci (6): 1950., 1975., 1979., 1983., 1984., 1993.
- Copa Santa Catarina: 2

pobjednik (2): 1990., 1996.
finalisti (2): 1991., 1993.
- Torneio Mercosul: 1

1995.

## Vanjske poveznice
- Službena web-stranica